# Liangqing
Liangqing léase Liáng-Ching (en chino, 良庆区; pinyin, Liángqìng  qū) es un distrito urbano bajo la administración directa de la Prefectura Nanning en la Región autónoma de Guangxi, República Popular China. Su área es de 1368 km² y su población total para 2020 fue cercana a los 600 mil habitantes.

## Administración
El distrito de Liangqing se divide en 7 pueblos que se administran en 2 subdistritos y 5 poblados.